# Creu cristiana

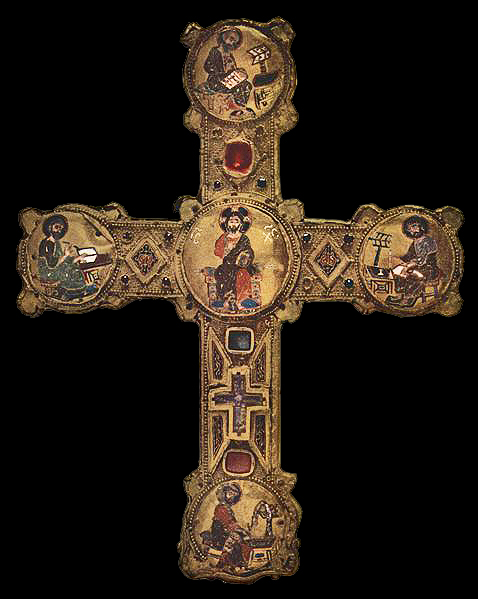
Un reliquiari amb la forma d'una ornamentada Creu cristiana

La creu cristiana és un dels símbols del cristianisme més conegut. La seva forma varia entre les diverses comunitats cristianes. A l'Església Catòlica és una línia vertical travessada a la part superior per una d'horitzontal (la creu llatina) (). A l'Església Ortodoxa predomina la creu de vuit braços. ()
El seu origen es remunta a l'instrument d'execució de Jesucrist, que pels cristians s'ha transformat en «l'arbre de la Salvació». Algunes interpretacions místiques interpreten que el pal vertical representa la divinitat de Jesús i l'horitzontal la seva humanitat. El terme original d'execució en grec és σταυρός (stavrós), que significa 'estaca'; 'pal'; 'creu'; 'crucifixió' o ξύλον (xílon), que significa simplement 'fustot', 'lleny'. És per això que algunes denominacions cristianes l'anomenen el «pal del turment».
L'Església Catòlica celebra dues festes relacionades amb la Creu: la Invenció de la Santa Creu, que celebra l'aparició de la Creu al cel a Constantí en la batalla del Pont Milvi (3 de maig); i l'Exaltació de la Santa Creu, que celebra la troballa de la Vera Creu per Santa Elena el 320 (14 de setembre).

## Història de l'ús del símbol

### Creus precristianes
El signe de la creu, representats en la seva forma més simple travessant dues línies en angle recte, és molt anterior a la introducció del Cristianisme; tant a l'est com a l'oest, remuntant-se a períodes molt remots de la civilització. Se suposa que hauria estat emprat no només com a valor ornamental, sinó també amb significat religiós.
Alguns han provat de connectar l'ampli ús d'aquest símbol, en particular en la forma de l'esvàstica (卐), amb una importància etnogràfica real. Podria representar l'aparell emprat per encendre el foc, i així el símbol del foc sagrat o el símbol del Sol, denotant la seva rotació diària. També s'ha interpretat com la representació mística del llamp o del déu de la tempesta, i fins i tot el símbol del panteó ari i la civilització ària primitiva.
Un altre símbol que s'ha relacionat amb la creu és la creu ansada (ankh ) de l'antic Egipte, que sovint apareix com un símbol a les mans de la deessa Sekhmet, i apareix com a símbol jeroglífic de la vida. Posteriorment, els cristians egipcis (els coptes), atrets per la seva forma, i potser també pel seu simbolisme, l'adoptaren com a símbol de la creu. Al seu llibre The Worship of the Dead (Londres, 1904), el coronel J. Garnier escrivia: "La creu en la forma de la 'Creu Ansada'... era portada en mans dels sacerdots egipcis com a símbol de la seva autoritat com a sacerdots del déu Sol i era anomenada 'el símbol de la vida'".
A l'edat del bronze trobem en diverses parts d'Europa una representació més acurada de la creu, com es va concebre a l'art cristià, i en aquesta forma va ser àmpliament difosa de ben aviat. La caracterització més precisa coincideix en un canvi general d'hàbits i creences. Ara, la creu es troba en diversos objectes en diverses formes, potser amb finalitats no només ornamentals sinó també religioses, car sovint es troben a cementiris.

### Creus paleocristianes

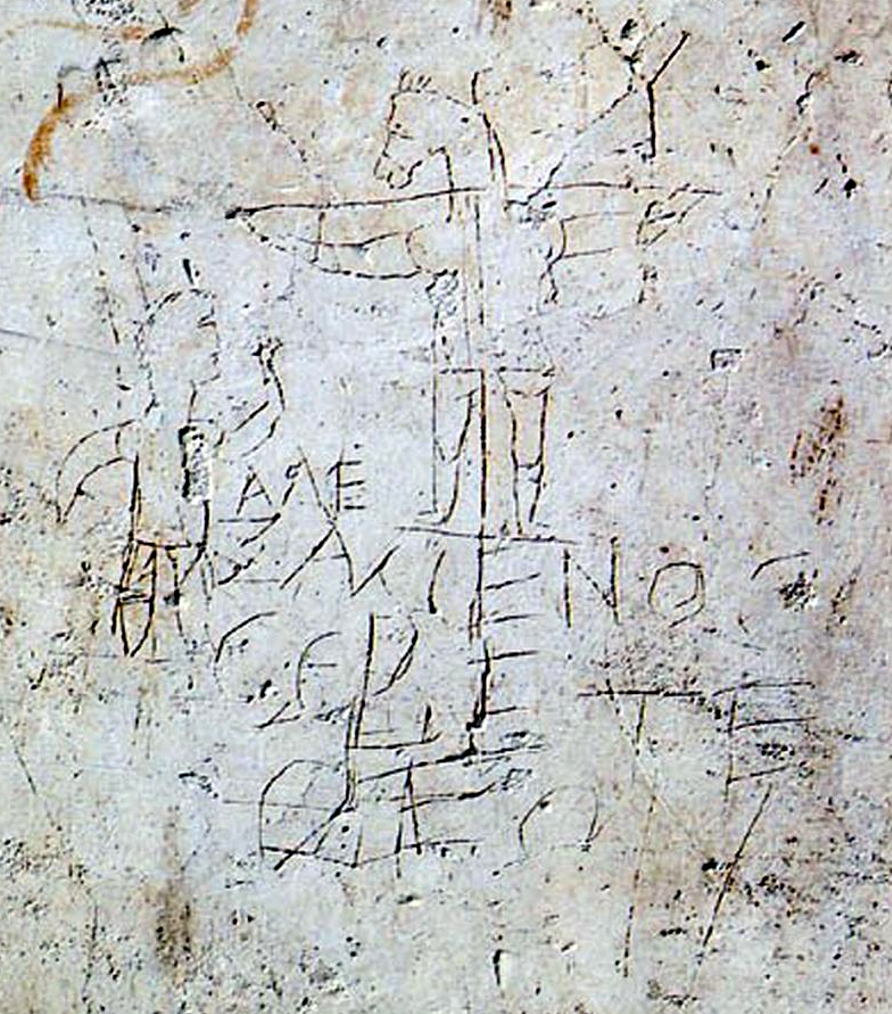
El Grafit d'Alexàmenos.

Durant els dos primers segles del Cristianisme la creu era molt rara a la iconografia cristiana, car descrivia un mètode d'execució pública dolorosa i horrible i els cristians es mostraven refractaris a emprar-lo. L'Ichthys, o símbol del peix (), va ser usat pels primers cristians, especialment durant les èpoques de persecució, per així identificar-se d'amagat els uns amb els altres. El peix i l'àncora és un antic símbol que s'observa per exemple a les monedes de Deci. Malgrat això, existeixen proves de l'ús gràfic de la creu, com és el cas del grafit d'Alexàmenos (també conegut com el "grafit del Palatí"), considerat per molts com la primera representació pictòrica coneguda de la crucifixió de Jesús, efectuada en to irònic per un no-cristià. El monograma del crismó, adoptat per Constantí I el Gran al seu estendard (vegeu Làbarum), va ser un altre símbol de l'Església primitiva.
Malgrat això, el símbol de la creu ja va ser associat amb els cristians al segle ii, tal com s'indicava a les acusacions anticristianes a l''Octavius de Marc Minuci Fèlix, capítols IX i XXIX, escrits a finals del segle ii o inicis del III i en el període constantinià a inicis del segle iii la creu ja havia quedat tan associada amb Crist que Climent d'Alexandria, que va morir entre el 211 i el 216, va poder usar sense temor d'ambigüitat la frase τὸ κυριακὸν σημεῖον (el símbol del Senyor) per referir-se a la Creu quan repetí la idea, vigent a l'època des de l'Epístola de Bernabé apòcrifa, que el número 318 (en numeració grega, TIH) al Gènesi 14, 14 va ser interpretada com un presagi (un "tipus") de la creu (T, un pal vertical amb un de travessat, que seria el 300) i de Jesús (IH, les dues primeres lletres del seu nom ΙΗΣΟΥΣ, que equivaldrien a 18), i el seu contemporani Tertul·lià denominés els creients cristians com "crucis religiosi", és a dir, els "devots de la creu". Al seu llibre "De Corona", escrit al 204, Tertul·lià diu com hi ha una tradició entre els cristians de traçar repetidament al front el senyal de la creu.
L'Enciclopèdia Jueva diu:
La creu com a símbol cristià o "segell" començà a emprar-se com a mínim des del segle ii (vegeu "Apost. Const." III. 17; Epistola de Bernabé, XI.-XII.; Justin, "Apologia," I. 55-60; "Dial. cum Tryph." 85-97), i el senyal de la creu al front i al pit va ser considerat com un talismà contra els poders dels dimonis (Tertul·lià, "De Corona," III.; Ciprià, "Testimonies," XI. 21–22; Lactantius, "Divinæ Institutiones," iv. 27, i d'altres). Per tant, els Pares Cristians van haver de defendre's, ja a inicis del segle ii, contra l'acusació de ser adoradors de la creu, com pot veure's a Tertul·lià "Apología", XII., XVII. i Minuci Fèix "Octavio",XIX). Els Cristians solien jurar per la Creu (vegeu Apocalipsi de Maria, VIII, a Jaume "Texts i Estudis", III. 118).

### Cristianisme contemporani
Al món cristià la Creu recorda l'acte d'amor de Déu en el sacrifici al Calvari (l'Anyell de Déu que neteja el pecat del món). La creu també recorda la victòria de Jesús sobre el pecat i la mort, car es creu que mitjançant la Seva mort i resurrecció va conquerir la mateixa mort. Es venera no com un objecte material aïllat sinó que com a símbol del sacrifici mitjançant Crist portà la salvació, com l'instrument del triomf de Crist, d'acord amb l'Epístola als Colossencs 2, 15: Així ha desarmat les potències i les autoritats i les ha exposades públicament en espectacle, afegint-les com a presoneres en el seguici triomfant de la Creu i com l'instrument de l'amor salvador de Déu.

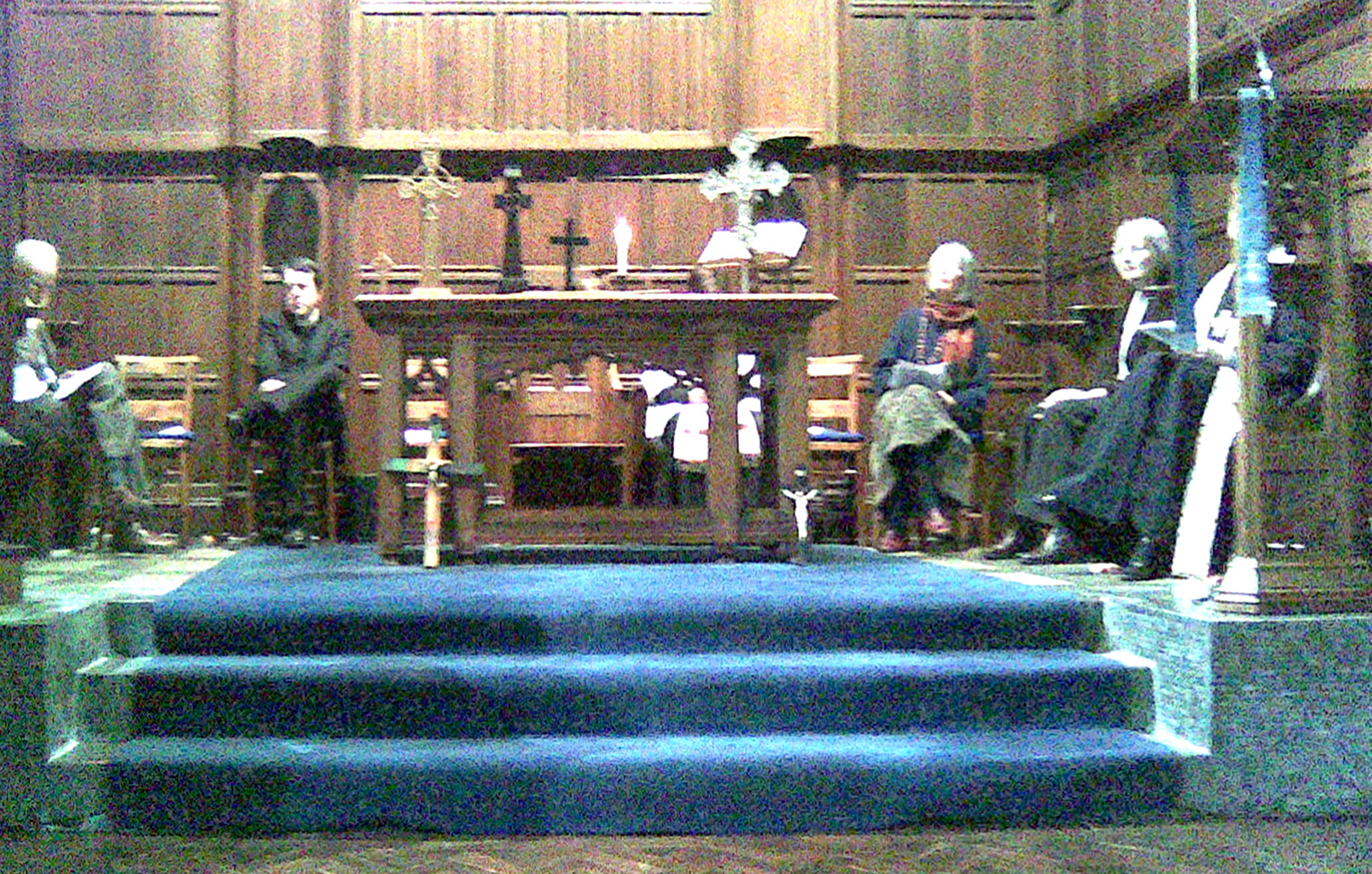
Creus cristianes en una pregària conjunta de la Setmana de Pregària per la Unitat dels Cristians

Els catòlics, els ortodoxos, els ortodoxos orientals, els luterans, alguns anglicans, i d'altres cristians sovint fan el Senyal de la Creu sobre si mateixos. Aquesta ja era una pràctica habitual entre els cristians en els temps de Tertul·lià.
La Festa de la Creu és una important festivitat cristiana. Una de les 12 Gran Festes de l'Església Ortodoxa és la de l'Exaltació de la Santa Creu, el 14 de setembre, que commemora la consagració de la basílica del lloc on es trobà la creu original de Jesús al 326 per Helena de Constantinoble, mare de Constantí I el Gran. L'Església Catòlica celebra la festa el mateix dia i sota el mateix nom (In Exaltatione Sanctae Crucis).
Els bisbes catòlics, ortodoxos i anglicans posen una creu (+) abans del seu nom quan signen un document. Una creu [†] situada abans del nom també pot indicar que ha traspassat.

## Exclusió

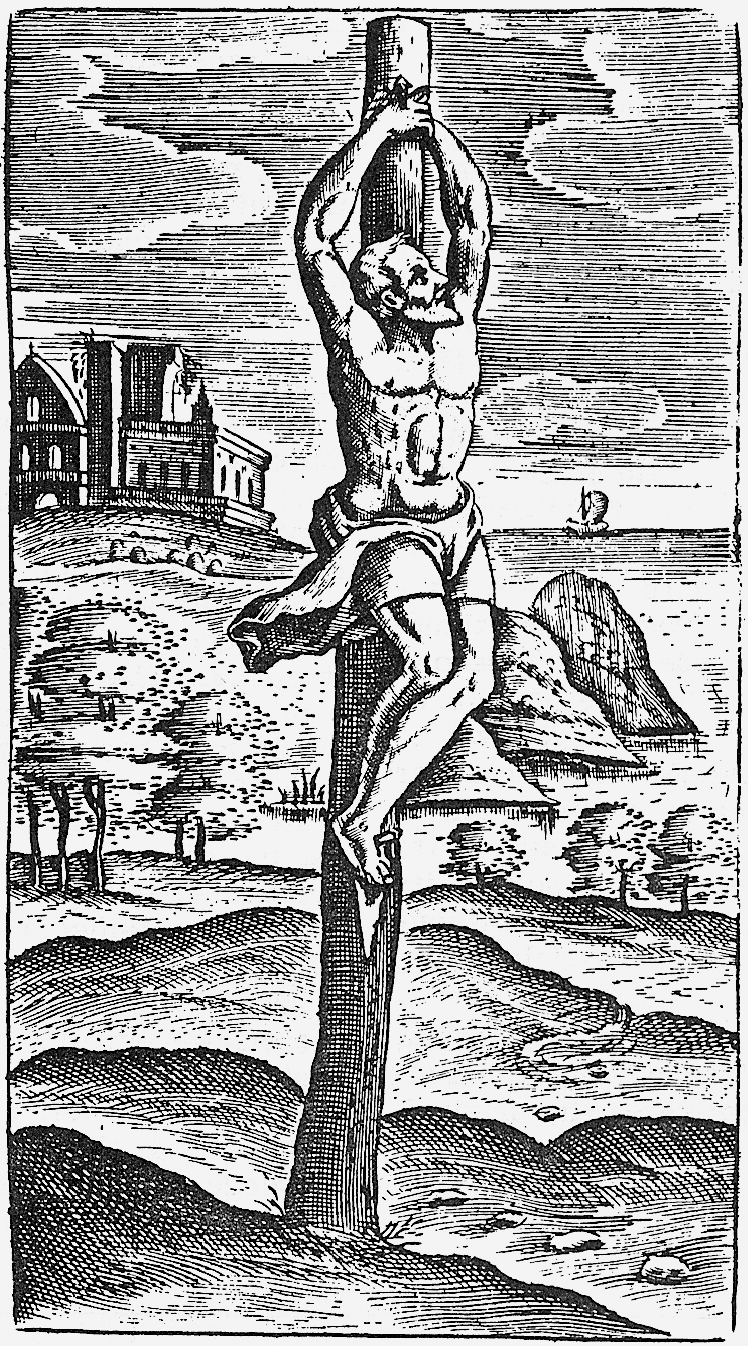
Crucifixió en una estaca, una de les diverses formes que apareixen al "De Cruce" de Justus Lipsius.

Els Testimonis de Jehovà no accepten l'ús de la creu com a símbol de cristiandat. Senyalen el fet que no hi ha suport bíblic per fer-ho i ho veuen com idolatria. Creuen que la creu era emprada pels adoradors de Dumuzi, un déu babiloni, com a símbol. Creuen que Jesús va morir, no en una creu de dos braços, sinó en una estaca alçada, d'acord amb la interpretació de la paraula grega σταυρός (stauros). En grec clàssic, aquest mot designa una estaca alçada.
Els Mormons creuen que Jesús va morir en creu, però "per nosaltres la creu és el símbol del Crist mort, mentre que el nostre missatge és la declaració del Crist vivent... la vida de la nostra gent ha d'esdevenir l'única expressió comprensible de la nostra fe i, de fet, el símbol de la nostra adoració". Els mormons no situen la creu als seus edificis car la Bíblia no menciona enlloc la creu com a símbol de la Cristiandat. La majoria de temples decoren una torre del temple amb el símbol de l'àngel Moroni com a expressió que el Cel ha estat tornat a obrir a l'home a la terra.

## Relíquies

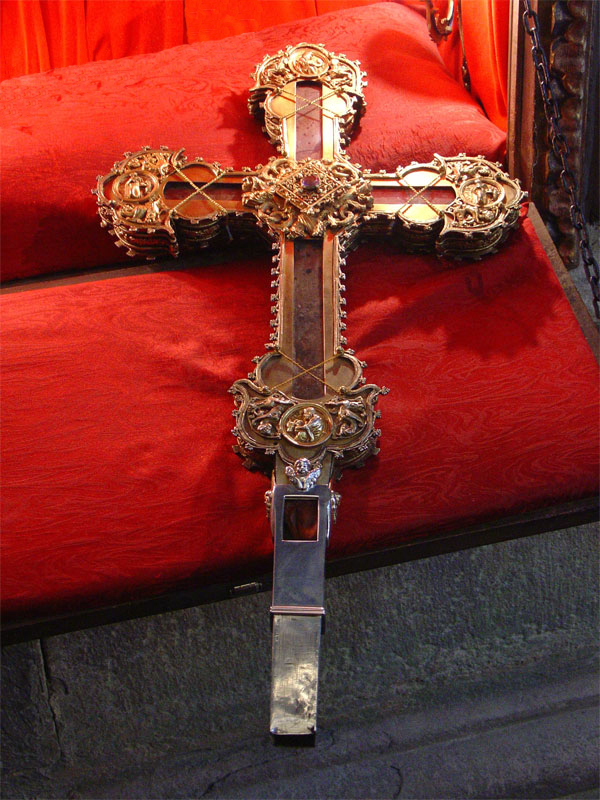
El Lignum-crucis conservat al monestir de Sant Toribi de Lièbana (Cantàbria).

La Creu va ser el primer dels instruments de la Passió de Jesús que va ser venerat en forma de relíquia. Amb el temps, els "claus sants" que van emprar-se per clavar a Jesús a la creu, van ser cercats, trobats, muntats en relíquies i venerats. S'afirma que un d'aquests claus està muntat a la Corona fèrria de Llombardia, conservada a la catedral de Monza, antiga capital llombarda.
Nombroses relíquies es disputen ser pedaços de la Veracreu; de fet Erasme de Rotterdam feia broma al segle xvi en dir que es podria construir un vaixell amb tota aquella fusta. Segons el professor Baima Bollone, catedràtic del Departament de Medicina Legal de la Universitat de Torí, si s'acceptés que tots els trossos de creu que es conserven fossin autèntics, unint-los no s'arribaria ni tan sols a fer la meitat del pal horitzontal. El monestir de Sant Toribi de Lièbana (Cantàbria) conserva un dels trossos més grans. El 1958 va ser analitzat mitjançant estudis microscòpics al Consell Superior d'Investigacions Científiques de Madrid, determinant-se que la fusta era de "cupressus sempervivens", un xiprer abundant a Palestina. A la Basílica de la Santa Creu de Jerusalem de Roma es venera un tros de la creu del "lladre bo".

## Formes de Creu
La Creu sovint apareix en diverses formes i mides, així com en diversos estils. Pot ser emprada en la joieria personal, o situada al capdamunt dels edificis religiosos. És mostrada buida o com a crucifix (és a dir, amb la figura del Crist, referit com el corpus). Catòlics, luterans i anglicans usen habitualment crucifixos, per tal d'emfatitzar que és Jesús l'important, més que no pas la creu per si. Malgrat això, tradicions protestants solen mostrar la creu sense el cos, interpretant així la creença en la resurrecció més que no pas representant l'interval entre la mort i la resurrecció de Jesús.
Les creus apareixen habitualment als cementiris cristians, bé sigui en les làpides o esculpides. Per això, en països de cultura cristiana es planten creus petites per marcar el lloc d'accidents fatals o com a protesta de morts.
Als països catòlics és habitual erigir creus al cim de muntanyes preeminents, com el Zugspitze o el Mont-Real, visibles des de tota la zona circumdant.
Entre les formes de creus cristianes trobem:
| Imatge                  | Nom                          | Descripció |
| ----------------------- | ---------------------------- | --- |
| Creu d'altar            | Creu d'altar                 | Una creu amb una base plana per estar al costat de l'altar d'una església. La presentació més antiga d'una creu d'altar apareix a una miniatura d'un manuscrit del segle ix. Al segle x aquestes creus eren habituals; però la primera creu existent és una del segle xii al Gran Lavra al mont Atos. Per a celebrar la Missa segons el ritu romà cal la presència d'una creu (concretament, d'un crucifix) "damunt o proper a l'altar". Així, la creu pot estar al retaule, a la paret rere l'altar o suspesa sobre l'altar.               |
| Creu de beneir          | Creu de beneir               | Usada pels sacerdots de les esglésies ortodoxes per beneir els fidels. |
| Creu processional       | Creu processional            | Usada per encapçalar les processons religioses. En ocasions, després de la processó se situa davant l'altar per servir coma creu d'altar. |
| Rood                    | Crucifix                     | Un gran crucifix elevat en una església. Moltes esglésies medievals occidentals en tenen una, sovint amb figures de la Verge Maria i de Joan Evangelista als costats, i sovint muntats sobre un cor alt. |
| Creu de Sant Andreu     | Creu de Sant Andreu o Sautor | En forma d'aspa, és la forma de creu en la qual Andreu apòstol va ser martiritzat. Vegeu també "Sautor" |
| Ankh copte              | Ankh copte                   | Amb forma de lletra "T" coronada per un oval o per un cercle. Antigament era el símbol egipci de "vida", sent adoptat pels coptes. També és anomenada crux ansata, que vol dir 'creu amb una mà'. |
| Creu d'Antoni           | Creu d'Antoni                | És la forma de creu més habitual emprada pels romans en les seves execucions. També és anomenada "creu de Sant Antoni", o crux commissa, emprada pels franciscans. Vegeu també "Creu de Tau". |
| Creu arquebisbal        | Creu arquebisbal             | Una creu de dues barres portada per un arquebisbe. |
| Creu armènia            | Creu armènia                 | Una creu de pedra popular entre els armenis. |
| Creu de Canterbury      | Creu de Canterbury           | Una creu amb quatre braços de longitud igual amb una forma de martell als finals exteriors. Cada braç té un panell triangular en un disseny de nus de 3 puntes. És un símbol habitual entre els anglicans. |
| Creu celta              | Creu celta                   | Essencialment, una creu llatina amb un cercle que embolcalla la intersecció dels pals. |
| Creu copta              | Creu copta                   | Formada a partir del Ankh copte. |
| Creu copta nova         | Creu copta nova              | Emprada actualment per les Esglésies Ortodoxa Copta i Catòlica Copta |
| Creu crosslet           | Creu crosslet                | Aquesta creu heràldica està formada per quatre creus llatines situades en angle recte, amb les puntes senyalant nord, sud, est i oest; tradicionalment es creu que representa que el missatge de la creu ha d'expandir-se pels quatre raons del món. La Creu crosslet, com la Creu de Jerusalem, és un símbol per l'evangelisme, donant-li un nom alternatiu: la Creu de Missió. Una altra interpretació habitual és que representa als quatre evangelistes (Mateu, Marc, Lluc i Joan)                                                      |
| Crucifix                | Crucifix                     | Una creu que representa el cos de Jesús penjant-hi. Es principalment emprat per les catòlica, anglicana, luterana i ortodoxa (on la figura està pintada); i emfatitza el sacrifici de Crist, amb la seva mort crucificat. |
| Crux fourchette         | Crux fourchette              | Una creu amb finals en forquilla. |
| Crux gemmata            | Crux gemmata                 | Una creu enjoiada. Denota la glorificació de la creu, i va ser inspirada pel culte de la creu que sorgí després del descobriment de la Veracreu per Santa Helena a Jerusalem al 327. |
| Creu patent             | Creu patent                  | Una creu grega amb les puntes més amples que l'interior. |
| Globus cruciger         | Globus cruciger              | Una bola coronada per una creu; usada en la regalia reial. |
| Creu georgiana          | Creu georgiana               | També coneguda com creu de Santa Ninó de Capadòcia, que evangelitzà Geòrgia. |
| Creu grega              | Creu grega                   | Amb els braços de la mateixa longitud. És una de les formes més habituals, d'ús comú al segle iv. |
| Creu gnòstica           | creu gnòstica                | Creu emprada per les primeres sectes gnòstiques. |
| Creu de Jerusalem       | Creu de Jerusalem            | També coneguda com a Creu dels Croats. Una creu gran amb una creu menor a cadascun dels angles. |
| Creu llatina            | Creu llatina                 | Creu amb el pal vertical més llarg. Juntament amb la creu grega és la forma més habitual. Representa la creu de la crucifixió. |
| Creu de Lorena          | Creu de Lorena               | Amb dos pals verticals d'igual longitud prop de les puntes superior i inferior. |
| Creu de Malta           | Creu de Malta                | Una creu grega amb els braços que s'estrenyen al centre. La punta exterior pot ser en forquilla. |
| Creu Mariana            | Creu Mariana                 | Terme creat per referir-se a la combinació de Joan Pau II d'una creu llatina amb la lletra M, representant a Maria, present al Gòlgota |
| Creu occitana           | Creu occitana                | Basada en l'escut dels comtes de Tolosa, aviat es convertí en l'escut de l'Occitània. |
| Creu papal              | Creu Papal                   | Una creu amb 3 barres prop de la part superior. Cadascuna de les barres és més curta que la inferior. |
| Creu arquebisbal        | Creu Patriarcal              | També anomenada crux gemina. Una creu doble, amb dues barres travessades a la part superior. La superior és més curta, representant el cartell que coronava la creu de Jesús. És semblant a la Creu de Lorena. La Creu Ortodoxa Oriental afegeix una altra barra prop dels peus. |
| Creu pectoral           | Creu pectoral                | Una creu portada al pit (en llatí, pectus) per alguns clergues. |
| Creu de Sant Pere       | Creu de Sant Pere            | Una creu amb el pal travesser prop dels peus, associada amb Sant Pere a causa de la tradició conforme va ser crucificat cap per avall. |
| Rosa-Creu               | Rosa-Creu                    | Una creu amb una rosa al centre. És el símbol central de tots els grups cristians esotèrics de la filosofia dels rosacreus. |
| Església Ortodoxa Russa | Creu ortodoxa russa          | També coneguda com a «Creu Suppedaneum», «Creu Bizantina», «Creu Oriental», «Creu Russa», «Creu Eslava» o «Creu Eslavònica». Una creu de 3 barres amb la barra superior més curta, que representa el cartell sobre el cap de Jesús, i la barra inferior (habitualment diagonal), situada prop dels peus, representa on descansaven els peus (en llatí, suppedaneum). La creu va existir des d'inicis del cristianisme a l'Imperi Romà d'Orient, sent adoptada per l'Església Ortodoxa Russa i convertint-se molt popular als països eslaus. |
| Creu de Sant Andreu     | Sautor o crux decussata      | Una creu es aspa, associada amb Sant Andreu, patró d'Escòcia (per això la creu és el símbol nacional del país). L'aspa és la forma en la que, segons la tradició, tenia la creu en que Sant Andreu va ser martiritzat. També és coneguda com Creu de Sant Andreu. |
| Creu esglaonada         | Creu esglaonada              | Una creu sobre una base amb 3 graons, també anomenada Creu del Calvari. |
| Creu de Sant Tomàs      | Creu de Sant Tomàs           | L'antiga creu emprada per la comunitat Nasrani Malabar Siriana dels Cristians de Sant Tomàs de Kerala, Índia. |
| Creu d'Antoni           | Creu de Tau                  | Una creu en forma de T. També anomenada de Sant Antoni o de Santa Tecla; o crux commissa. |
| Syrian cross            | Creu de Siriana              | Creu de Siriana |
|                         | Creu trifòlia o tripomejada  | Una creu amb els extrems dels braços botonats, de vegades anomenada també trifòlia o tripomejada. Quan es combina amb una creu verda de Malta, forma l'insígnia de l'Orde de Sant Maurici i Sant Llàtzer. |

Per a més informació sobre les formes en què la creu és representada, incloent-hi el seu ús heràldic, veure l'article "Creu".

## Galeria

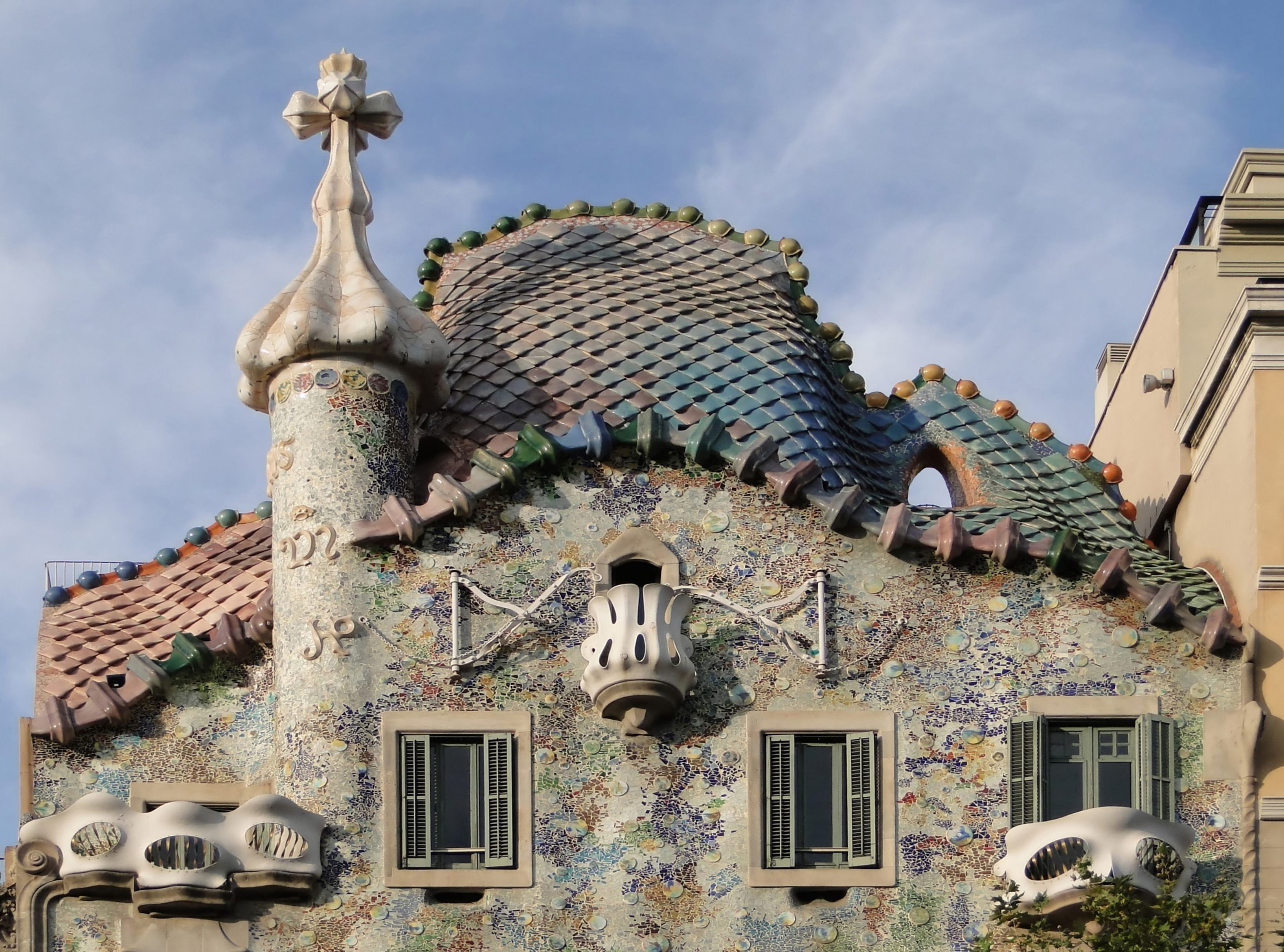
Creu de 4 braços, al sostre de la Casa Batlló
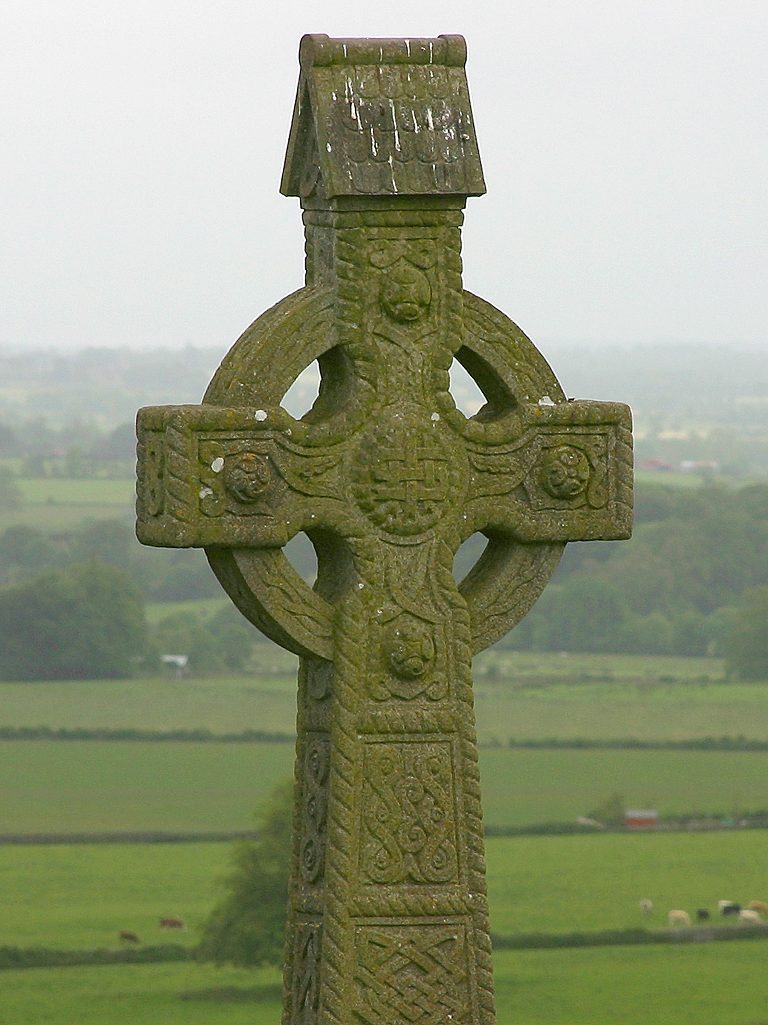
Creu de Rock of Cashel
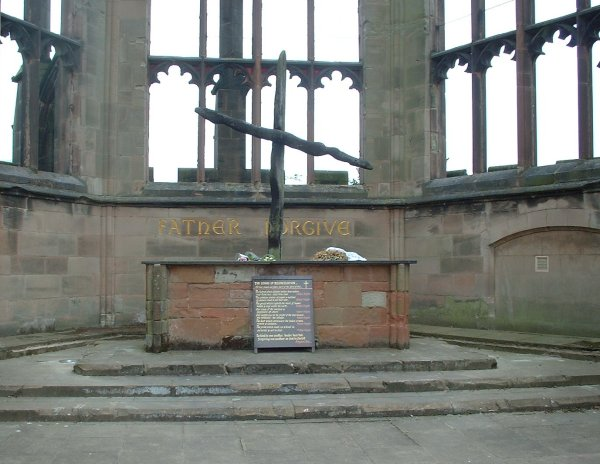
Creu cremada a la cathedral de Coventry
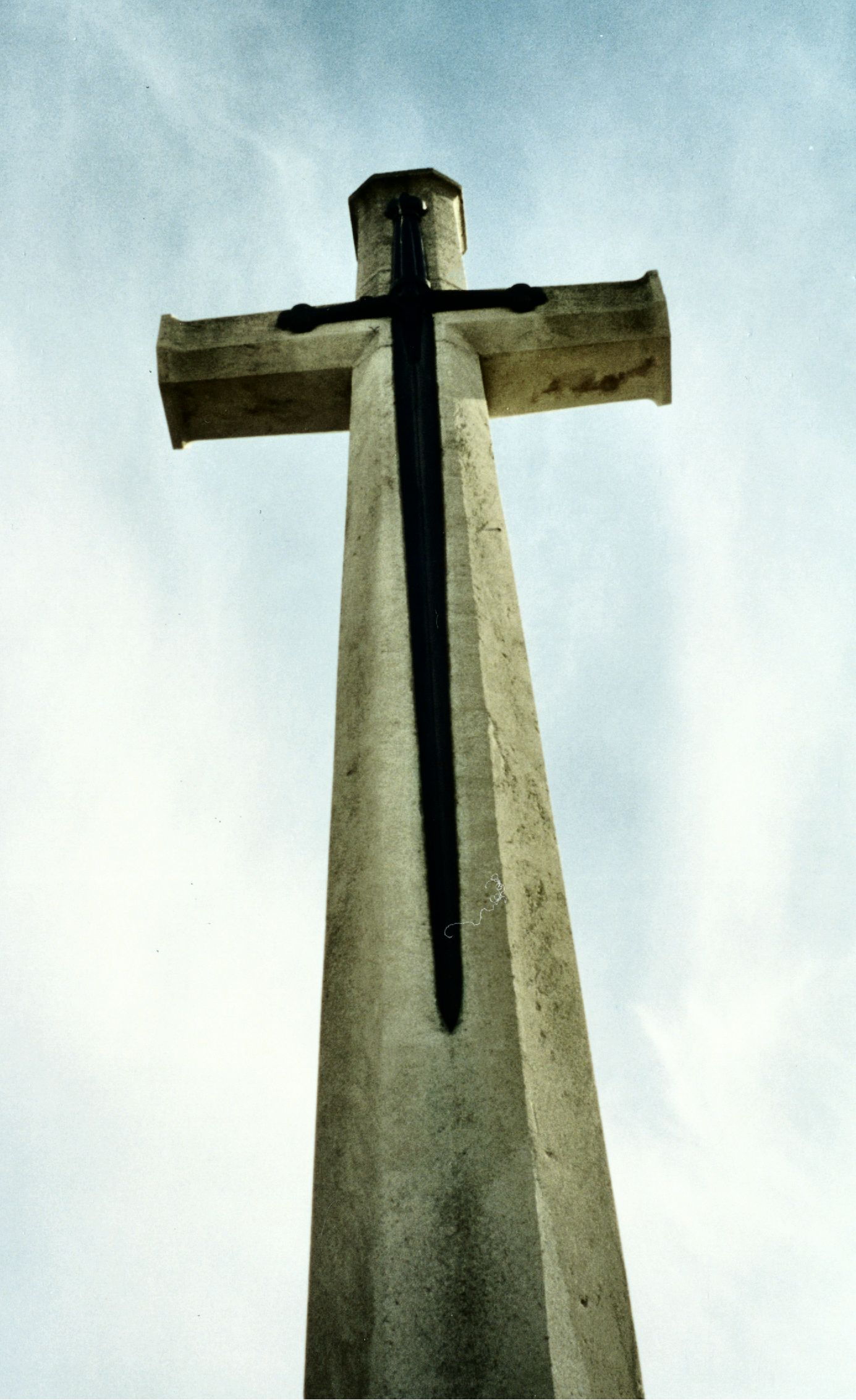
Creu del Sacrifici o Creu de Guerra
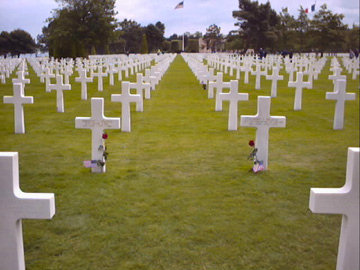
Creus llatines al cementiri militar de Normandia
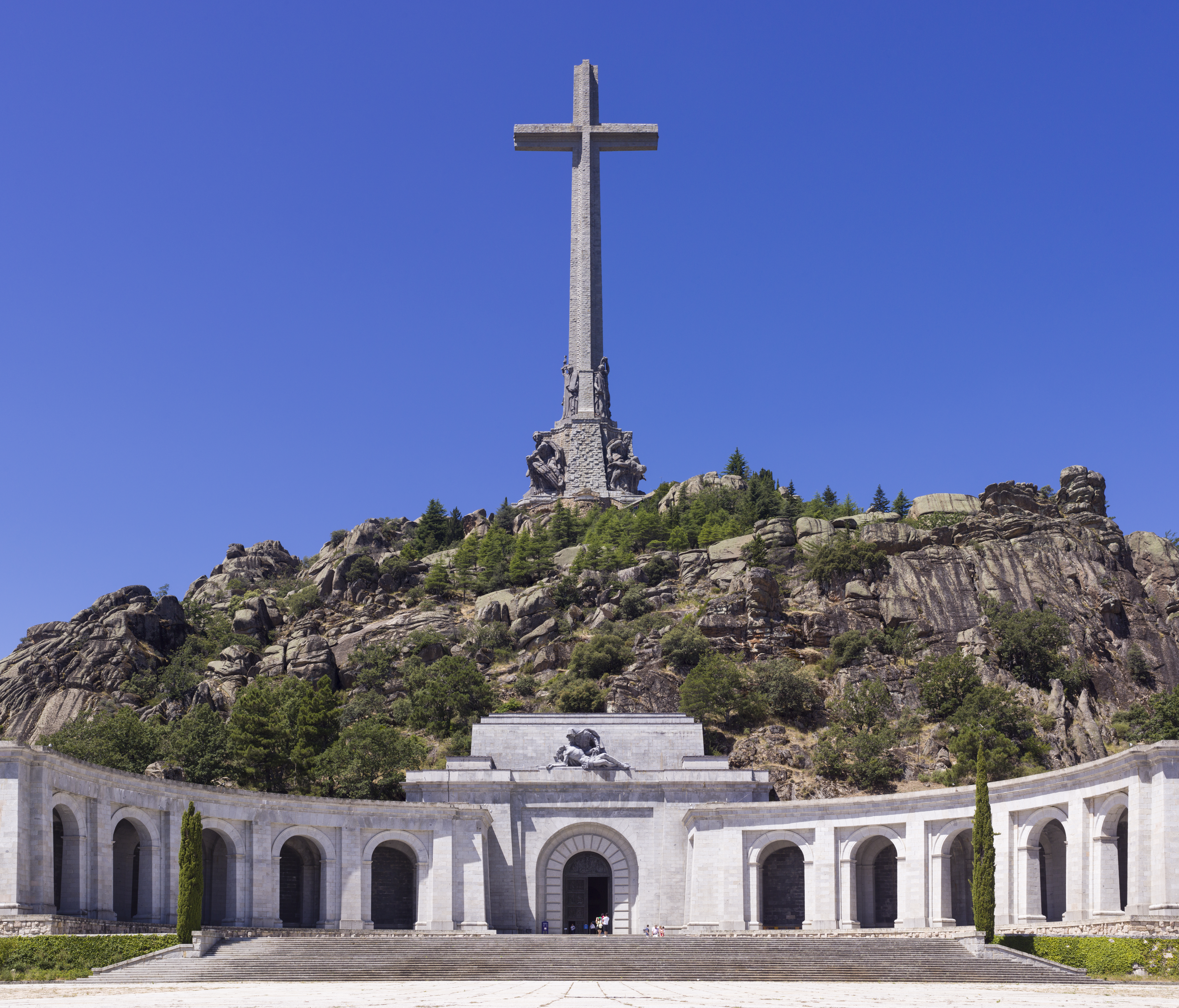
La Creu del Valle de los Caídos, la més alta del món
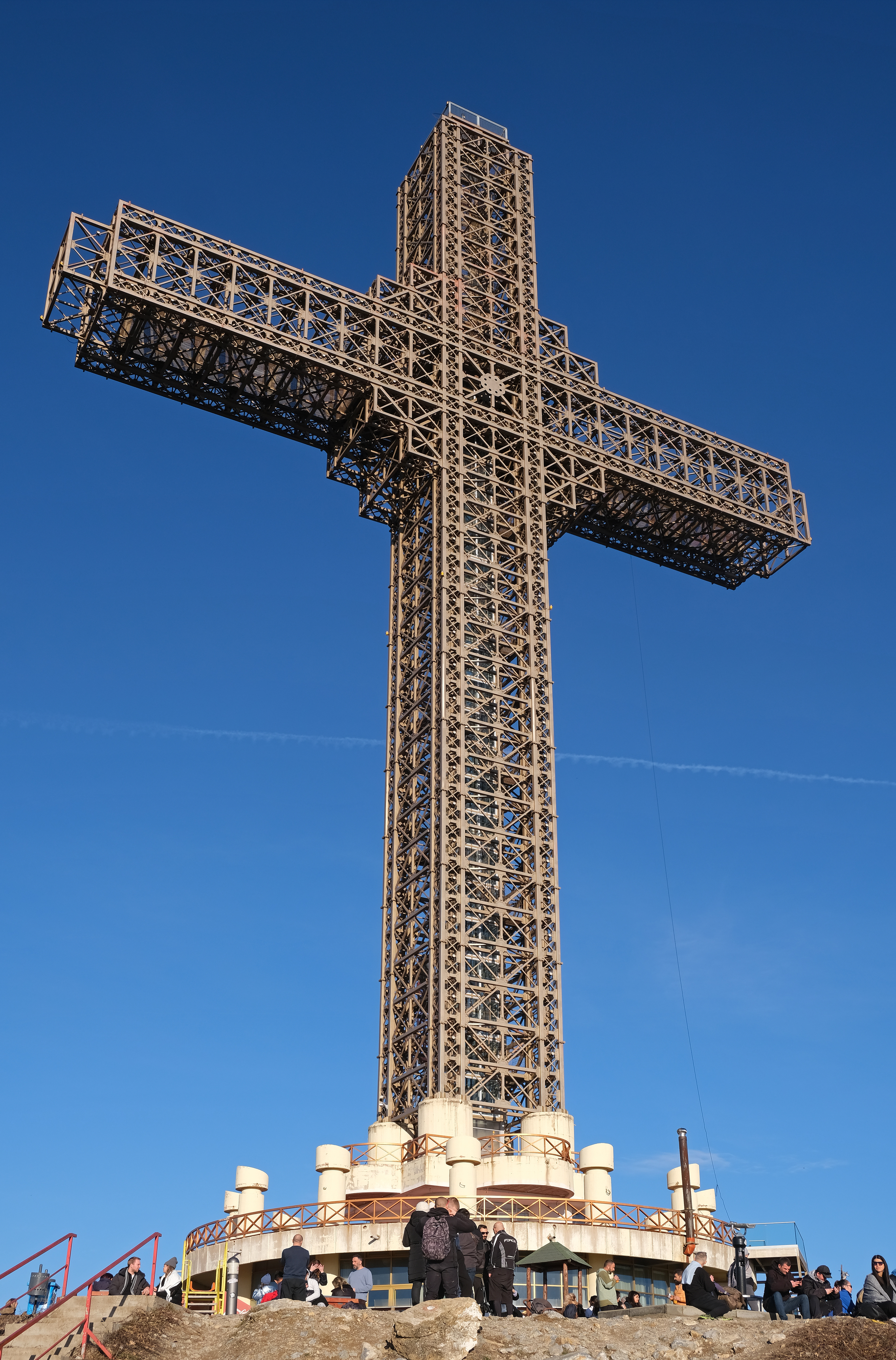
La Creu del Mil·lenni de Skopje, Macedònia, una de les majors creus del món